# Adrafinilo
El Adrafinilo (CRL-40028, Olmifon) es un medicamento estimulante leve del sistema nervioso central que se usa para aliviar el exceso de somnolencia y paliar la falta de atención de ancianos enfermos. También se utiliza fuera de indicación para evitar la fatiga y la somnolencia, como por ejemplo trabajadores nocturnos y aquellos que necesitan mantenerse alerta y despiertos durante largos períodos de tiempo.
El Adrafinil es un profármaco, principalmente metabolizado in vivo a modafinilo, dando como resultado efectos farmacológicos casi idénticos. A diferencia del modafinilo, transcurre cierto tiempo hasta que el metabolito se acumula a niveles activos en el torrente sanguíneo. Los efectos generalmente son evidentes dentro de 45-60 minutos cuando se toma por vía oral con el estómago vacío.
Adrafinil no tiene actualmente la aprobación de la FDA y por lo tanto no está reglamentado en Estados Unidos. Se comercializó en Francia y otros países de Europa bajo el nombre comercial de Olmifon hasta septiembre de 2011, cuando el equivalente francés de la FDA revaluó el fármaco y retiró el permiso de comercialización.

## Situación legal
En los Estados Unidos, el adrafinil no está regulado. No ha sido aprobado para usos clínicos. A diferencia del modafinilo, adrafinil no está clasificado como una droga controlada y no entra dentro de la jurisdicción de la DEA; en particular, no es ilegal la posesión sin receta médica y pueden ser importados para uso privado por los ciudadanos.